# The Crown (TV-serie)
The Crown är en amerikansk-brittisk dramaserie från som skildrar Elizabeth II:s tid som regerande drottning från trontillträdet 1952 och framåt i tiden, och då bland annat interaktionen med den vid tidpunkten sittande premiärministern. Serien hade premiär 2016 och den sjätte och sista säsongen avslutades 2023. Seriens skapare, Peter Morgan, skrev manuset till långfilmen The Queen från 2006 och TV-serien är delvis baserad på teaterpjäsen The Audience(en) från 2013 som dramatiserar den veckovisa audiensen den brittiska drottningen haft med sina premiärministrar under sin långa regeringstid.
Första säsongen med tio avsnitt började att sändas på Netflix den 4 november 2016. Den utspelar sig från 1946 till 1955 och skildrar bland annat kung Georg VI:s död och Elizabeth II:s första tid som drottning. Den andra säsongen hade premiär den 8 december 2017 och utspelar sig från 1956 till 1964. Claire Foy och Matt Smith porträtterar drottning Elizabeth respektive prins Philip i de två första säsongerna. 
I takt med att tiden går i serien så byts skådespelarna i serien ut; Olivia Colman och Tobias Menzies spelar drottningen och hennes make i säsong tre och fyra. Säsong tre skildrar tiden 1964 till 1977 och hade premiär 17 november 2019. Säsong fyra skildrar tiden 1977 till 1990 och hade premiär 15 november 2020.
Säsong fem hade premiär 9 november 2022 och skildrar åren 1991 till 1997. Elizabeth och Philip spelas i denna säsong av Imelda Staunton och Jonathan Pryce. Seriens skapare Peter Morgan har meddelade samtidigt att säsong sex skulle avsluta serien.
Säsong sex hade premiär med fyra avsnitt den 16 november 2023, de resterande sex avsnitten släpptes den 14 december 2023, vilket också är de sista. Inspelningen startade kort före Elizabeth II:s bortgång den 8 september 2022.

## Rollista i urval

### Säsong 1–2
- Claire Foy – Elizabeth II
- Matt Smith – Prins Philip; Elizabeth II:s make
- Vanessa Kirby – Prinsessan Margaret; Elizabeth II:s yngre syster
- Eileen Atkins – Drottning Mary; änka efter kung Georg V och Elizabeth II:s farmor (säsong 1)
- Jeremy Northam – Anthony Eden; Churchills utrikesminister, efterträder honom sedan på posten som premiärminister
- Victoria Hamilton – Drottning Elizabeth, drottningmodern; Kung Georg VI:s hustru och Elizabeth II:s mor
- Ben Miles – Group Captain Peter Townsend; Kung Georg VI:s adjutant och senare prinsessan Margarets pojkvän
- Greg Wise – Louis Mountbatten; Philips morbror och barnbarnsbarn till Drottning Viktoria
- Jared Harris – Kung Georg VI; Elizabeth II:s far, känd inom familjen som "Bertie" och innan broderns abdikation 1936 hertig av York
- John Lithgow – Winston Churchill; Drottningens första premiärminister
- Alex Jennings – Hertigen av Windsor; tidigare Kung Edvard VIII, abdikerade 1936, känd inom familjen som "David"
- Lia Williams – Wallis, hertiginnan av Windsor; Hertigen av Windsors amerikanska hustru
- Anton Lesser – Harold Macmillan; efterträder Anthony Eden som premiärminister (säsong 2)
- Matthew Goode – Antony Armstrong-Jones; societetsfotograf, känd som "Tony" (säsong 2)

#### Gästroller i urval
- Clive Francis – Robert Gascoyne-Cecil, 5:e markis av Salisbury
- Pip Torrens – Alan "Tommy" Lascelles, monarkens privatsekreterare 1943–1953
- Harry Hadden-Paton – Martin Charteris, biträdande privatsekreterare 1954–1972
- Daniel Ings – Mike Parker
- Lizzy McInnerny – Margaret "Bobo" MacDonald
- Michael Bertenshaw – Master of the Household
- Patrick Ryecart – Bernard Fitzalan-Howard, 16:e hertig av Norfolk, earl marshal
- Will Keen – Michael Adeane, monarkens privatsekreterare 1953–1972
- James Laurenson – Doktor Weir
- Mark Tandy – Cecil Beaton
- Michael Culkin – Rab Butler
- George Asprey – Walter Monckton
- James Hillier – stallmästare
- Anna Madeley – Clarissa Eden
- Nick Hendrix (säsong 1) & Tom Durant-Pritchard (säsong 2) – Billy Wallace
- Josh Taylor – Johnny Dalkeith
- David Shields (säsong 1) & Pip Carter (säsong 2) – Colin Tennant
- Julius D'Silva – Baron Nahum
- Jo Herbert – Mary Charteris
- Richard Clifford – Norman Hartnell
- Joseph Kloska – Porchey
- Amir Boutrous – Gamal Abdel Nasser, Egyptens president
- Abigail Parmenter – Judy Montagu

##### Säsong 1
- Harriet Walter – Clementine Churchill; Winston Churchills fru
- Nicholas Rowe – Jock Colville
- Simon Chandler – Clement Attlee
- Kate Phillips – Venetia Scott
- Ronald Pickup – Ärkebiskopen av Canterbury
- Nigel Cooke – Harry Crookshank
- Patrick Drury – Lord Chamberlain
- John Woodvine – Ärkebiskopen av York
- Rosalind Knight – Prinsessan Alice av Grekland och Danmark
- Andy Sanderson – Prins Henrik, hertig av Gloucester; Elizabeth II:s farbror
- Verity Russell – Prinsessan Elizabeth som barn
- Beau Gadsdon – Prinsessan Margaret som barn
- Jo Stone-Fewings – Collins
- Tony Guilfoyle – Biskopen av Durham
- Paul Thornley – Bill Mattheson

##### Säsong 2
- Chloe Pirrie – Eileen Parker
- Nicholas Burns – Anthony Nutting
- Lucy Russell – Lady Mountbatten; Louis Mountbattens fru
- Richard Elfyn – Selwyn Lloyd
- Adrian Lukis – Vice-Amiral Sir Conolly Abel Smith
- Sophie Leigh Stone – Prinsessan Alice av Battenberg; Philips mor
- Guy Williams – Prins Andreas av Grekland och Danmark; Philips far
- Leonie Benesch – Prinsessan Cecilia av Grekland och Danmark; Philips syster
- Simon Paisley Day – Meryn Lewis
- Sylvestra Le Touzel – Dorothy Macmillan
- Catherine Bailey – Elizabeth Cavendish
- Paul Clayton – Bob Boothby
- Yolanda Kettle – Camilla Fry
- Ed Cooper Clarke – Jeremy Fry
- Ryan Sampson – Dudley Moore
- Tim Steed – John Profumo
- Lyla Barrett-Rye – Prinsessan Anne som ung
- Robert Irons – Freddie Bishop
- Patrick Warner – Peter Cook
- Michael C. Hall - John F. Kennedy
- Oliver Maltman – Jim Orr
- David Annen – Alec Douglas-Home
- Richard Lintern – Stephen Ward
- Burghart Klaussner - Kurt Hahn

### Säsong 3–4[7]
- Olivia Colman – Elizabeth II
- Tobias Menzies – Prins Philip
- Helena Bonham Carter – Prinsessan Margaret
- Ben Daniels – Antony Armstrong-Jones; Margarets make
- Marion Bailey – Drottning Elizabeth, drottningmodern
- Josh O’Connor – Prins Charles, prins av Wales
- Erin Doherty – Prinsessan Anne, Princess Royal
- Jason Watkins – Harold Wilson, premiärminister
- Jane Lapotaire – Prinsessan Alice, prinsessa av Grekland och Danmark; Philips mor
- Emerald Fennell – Camilla Shand, senare känd som Camilla Parker Bowles och därefter som hertiginna av Cornwall och så småningom drottning
- Andrew Buchan – Andrew Parker Bowles, make till Camilla
- Michael Maloney – Edward Heath, premiärminister
- Charles Dance – Louis Mountbatten, Philips morbror och barnbarnsbarn till Drottning Viktoria
- Derek Jacobi – Hertigen av Windsor, tidigare Kung Edvard VIII, känd inom familjen som David
- Geraldine Chaplin – Wallis, hertiginnan av Windsor, Edvards amerikanska hustru
- Emma Corrin – Lady Diana Spencer
- Gillian Anderson – Margaret Thatcher, premiärminister
- Stephen Boxer – Denis Thatcher, make till Margaret Thatcher
- Angus Imrie – Prins Edward, Philip och Elizabeths yngsta barn

#### Gästroller i urval
- Samuel West – Anthony Blunt, intendent för drottningens konstsamling
- Clancy Brown – Lyndon B. Johnson, USA:s president
- Mark Lewis Jones – Edward Millward
- Tim McMullan – Robin Woods
- Harry Treadaway – Roddy Llewellyn
- Tom Byrne – Prins Andrew, hertig av York
- Angus Imrie – Prins Edward, earl av Wessex
- Freddie Fox – Mark Thatcher, Margaret Thatchers son
- Rebecca Humphries – Carol Thatcher, Margaret Thatchers dotter

### Säsong 5–6
- Imelda Staunton – Elizabeth II
- Jonathan Pryce – Prins Philip
- Lesley Manville – Prinsessan Margaret
- Marcia Warren – Drottning Elizabeth, drottningmodern
- Claudia Harrison –  Prinsessan Anne, Princess Royal
- Dominic West – Prins Charles, prins av Wales
- Elizabeth Debicki – Diana, prinsessa av Wales
- Olivia Williams – Camilla Parker Bowles
- Jonny Lee Miller – John Major
- Natascha McElhone – Penny Knatchbull, Lady Romsey
- Bertie Carvel – Tony Blair
- Salim Daw – Mohamed Al-Fayed
- Khalid Abdalla – Dodi Fayed
- Ed McVey – William, prins av Wales
- Luther Ford – Prins Harry, hertig av Sussex
- Meg Bellamy – Kate Middleton

#### Gästroller i urval
- Timothy Dalton – Peter Townsend
- Prasanna Puwanarajah – Martin Bashir
- Eve Best – Carole Middleton
- Viola Prettejohn – Elizabeth II som tonåring
- Beau Gadsdon – Prinsessan Margaret som tonåring